# Abies vejarii
Abies vejarii Martínez è un albero della famiglia delle Pinaceae endemico del Messico nord-orientale dove si rinviene sulla Sierra Madre Orientale (Coahuila, Nuevo León e Tamaulipas).

## Etimologia
Il nome generico Abies, utilizzato già dai latini, potrebbe, secondo un'interpretazione etimologica, derivare dalla parola greca ἄβιος = longevo. Il nome specifico vejarii è in onore di Octavio Vejar Vazquez, ministro dell'educazione del Messico all'epoca della scoperta.

## Descrizione

### Portamento
Albero alto fino a 40 m, con tronco che può raggiungere i 150 cm di diametro, a portamento conico o piramidale. I rami si diramano orizzontalmente dall’unico tronco diritto. I virgulti sono snelli, prima rosso-porpora e poi marrone-arancione, lisci o glabri.

### Foglie
Le foglie sono aghiformi, superficialmente scanalate e arrangiate a spirale, lunghe fino a 10-20 mm, attorcigliate alla base; hanno stomi disposti in due larghe bande biancastre nella faccia inferiore e su 10 linee nella faccia superiore. Le gemme sono sferiche, molto resinose, con brattee rigide.

### Fiori
Gli strobili maschili sono lunghi 5 mm, rossastri e sferici.

### Frutti
I coni femminili, inizialmente purpurei e scuri, marroni scuri a maturazione, sono eretti e oblunghi-ovoidali, lunghi 6-12 cm e larghi  4-6 cm, con punta ottusa o troncata; le brattee delle scaglie, inizialmente erette, poi ricurve nei coni maturi, sono lunghe 25 mm. I semi sono lunghi circa 8-10 mm, con parte alare viola-marrone, di 15x12 mm.

### Corteccia
Inizialmente sottile, liscia e grigia, con il passare del tempo si sfoglia, diventando ruvida e placcata, di colore grigio-marrone.

## Distribuzione e habitat
Specie di alta montagna, cresce a quote comprese tra 2800 e 3300 m (1800 m il limite inferiore) su ripidi pendii montani e in freschi burroni; i suoli preferiti sono quelli poveri di humus, ma umidi. Il clima dell'habitat è fresco con estati secche e inverni umidi. Si ritrova prevalentemente in foreste miste con Pseudotsuga menziesii var. glauca, Cupressus arizonica, Picea engelmannii mexicana e specie dei generi Pinus e Quercus.

## Tassonomia
È accettata la seguente sottospecie:
- Abies vejarii var. macrocarpa Martínez - endemica degli stati di Coahuila e Nuevo León

## Usi
È una specie rara, con areale ristretto e poco accessibile e pertanto il suo legno non ha importanza economica. In orticoltura la sua coltivazione è ristretta a pochi orti botanici, anche se la riproduzione dei semi ottenuti dagli esemplari in ambiente selvaggio può contribuire alla conservazione della specie.

## Conservazione
Possiede un areale frammentato ma sufficientemente vasto per non considerarla una specie vulnerabile; è pertanto classificata come specie prossima alla minaccia (near threatened) nella Lista rossa IUCN. La minaccia più pericolosa è rappresentata dagli incendi boschivi frequenti nelle zone di crescita.